# Милер, Зденек
Зденек Милер (чеш. Zdeněk Miler; 21 февраля 1921, Кладно — 30 ноября 2011, Нова-Вес-под-Плеши) — чешский художник-мультипликатор и иллюстратор. Приобрёл известность как создатель детского мультипликационного сериала о Кроте («Krtek»), выпускаемого на Пражской студии короткометражных фильмов начиная с 1957 года.

Тесно сотрудничал со студией «Иржи Трнка и Братья в трико» (Jiří Trnka a Bratři v triku), автором логотипа которой он был. Заслуженный артист Чехословакии (1986).

## Биография

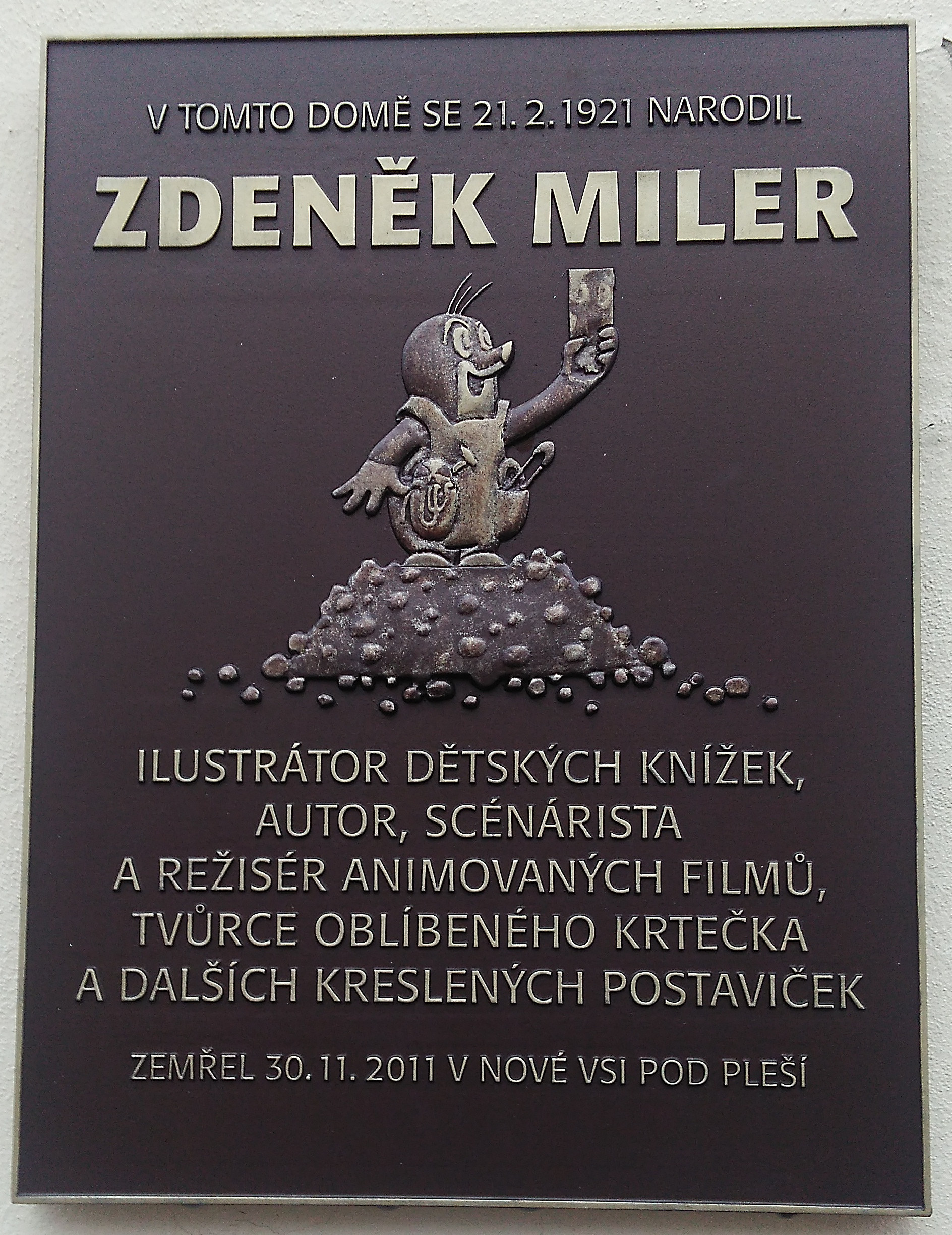
Мемориальная доска на доме в Кладно, в котором родился Зденек Милер

Зденек Милер родился 21 февраля 1921 года в Кладно.
Учился в Высшей школе прикладного искусства в Праге. Начав работать художником-аниматором с 1942 года, Милер за свою творческую карьеру создал более 70 мультфильмов, и примерно в 50 из них фигурирует прославившийся на весь мир персонаж — Крот.

Первый мультфильм сериала под названием «Как Крот раздобыл себе штанишки» появился в 1957 году; он был познавательно-просветительным: в доступной и увлекательной форме малышам рассказывали о процессе создания льняного полотна. Это единственная серия данного цикла мультфильмов, где использовалась речь. Во всех последующих сериях Крот и остальные герои не прибегали к словам, выражая свои эмоции при помощи звуков. Это было сделано для того, чтобы мультфильмы были понятны детям в разных странах без перевода и дублирования.
«Это было так. В первой серии кротик говорит, там у меня был очень хороший парнишка — первоклассник, и он наговорил текст, объясняющий, каким образом можно соткать полотно. Но после этого Кротиком заинтересовались зарубежные фирмы и студии. В то время уровень дубляжа был очень низкий, поэтому мы от этого отказались. Так что… все серии "Кротика" пантомимические, остались только самые необходимые звуки, как, например, смех, плач и отдельные слова, помогающие Кротику развернуть действие».
 Для озвучки первых мультфильмов Милер использовал, в частности, записи голосов своих маленьких тогда дочерей, и в одном из интервью он именно этим фактором объяснил, откуда у Кротика чрезвычайно «широкий диапазон всяческих стонов, визгов» и пр.
Анимационные фильмы о приключениях Крота приобрели популярность не только в Чехословакии, но и за ее пределами, в том числе в СССР. Мультфильмы из цикла «Krtek» были показаны более чем в 80 странах. Более того, Кротик в виде обаятельной мягкой игрушки побывал даже в космосе: его взял с собой на МКС астронавт НАСА Эндрю Джей Фьюстел.
Умер на 91-м году жизни 30 ноября 2011 г., около 15:00 в санатории в чешском городе Нова-Вес-под-Плеши.

## Премии и награды
- Медаль «За заслуги» I степени (28 октября 2006 года).
- Заслуженный артист Чехословакии (1986 год)[6].
- Главный приз Венецианского кинофестиваля (1957) — за мультфильм «Как у Кротика появились штанишки» («Jak krtek ke kalhotkám přišel») — первый мультфильм из мультсериала «Крот».